# 釐公 (斉)
釐公（きこう、? - 紀元前698年）は、斉（姜斉）の第13代君主。荘公の子。「釐公」は『史記』の表記で、『春秋左氏伝』では僖公と表記する。

## 生涯

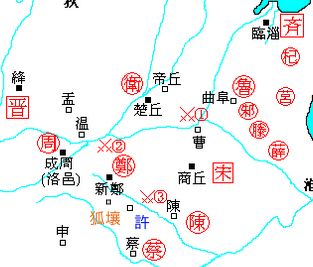
関連地図

荘公64年（前731年）、荘公が薨去したため、子の禄甫（ろくほ）が立って斉君となった（以降は「釐公」と表記）。
釐公11年（前720年）12月、釐公は鄭の荘公と石門（斉の地）で盟を結んだ。これ以前に結ばれた盧の盟約をかさねるものである。
釐公14年（前717年）5月、釐公は魯の隠公と会合し、艾で盟を結んだ。これにより斉と魯は初めて和平関係となった。翌年（前716年）、釐公は弟の公子年（夷仲）を魯へ遣わした。
釐公16年（前715年）春、釐公は鄭・宋・衛3か国の和平を図った。宋と衛は、東門之役（前719年）で鄭を攻撃していた。7月、釐公は宋の殤公、衛の宣公と温で会合し、瓦屋（周の地）で盟を結んだ。これにより、宋・衛・鄭の和平が成立した。
釐公17年（前714年）、宋の殤公は周王への朝覲を怠った。鄭は王命を奉じて宋と開戦し、宋と魯の関係も断絶した。冬、釐公は魯の隠公と防（魯の地）で会合し、宋を撃つ相談をした。翌釐公18年（前713年）2月、今度は鄭の荘公も交えて中丘（魯の地）で会合し、宋攻めの日取りを決めた。そして6月、斉・魯・鄭の3国は宋に攻め入り、その領地を奪った。7月になって、宋側に衛と蔡が加わったが、互いに折り合いが合わずに不和となり、斉・魯・鄭はこれらを撃ち破り勝利した。また、衛・蔡とともに王命に背いた郕を、鄭とともに討った。
釐公19年（前712年）、斉・魯・鄭の3国は続いて許を攻撃した。9月に許に攻め寄せた3国は3日で許を陥落させ、許の荘公は衛に亡命した。釐公は許の地を魯の隠公に譲ろうとしたが、隠公が辞退したので、許は鄭に与えられた。鄭の荘公は許叔（許の荘公の弟）と公孫獲（鄭の大夫）にその地を統治させた。
釐公21年（前710年）1月、宋の殤公は臣下の華父督に殺害され、華父督は荘公を立てた。釐公は魯・陳・鄭の君主たちと稷（宋の地）で会合し、宋を討つ相談をした。しかし、宋は4カ国に賄賂を贈ったため、宋討伐は取りやめとなった。
釐公22年（前709年）1月、釐公は魯の桓公と嬴（斉の邑）で会合して婚約を結ぶ。9月、娘（文姜）が魯の桓公に嫁いだ。釐公は娘を自ら讙（斉の地）まで送り（ただしこれは礼に適わないこととされている）、讙で桓公と会見した。
釐公25年（前706年）5月、北戎が斉に攻めてきた。6月、鄭が太子の忽（こつ、のちの昭公）を派遣して斉を救援させ、北戎を撃破した。これに対し、釐公は太子忽に娘を娶らそうとしたが、「大国の斉とでは釣り合いがとれませんので」と辞退された。
釐公29年（前702年）12月、釐公は鄭の荘公の求めに応じ、衛とともに魯に侵攻し、郎（魯の地）で戦った。
釐公32年（前699年）春、鄭が紀・魯とともに斉・宋・衛・燕の4カ国連合に攻撃をしかけ、4カ国連合が敗北した。この年、釐公の同母弟である公子年が卒去し、「夷」と諡された（夷仲年と呼ばれる）。釐公は夷仲年の遺児である公孫無知をとても寵愛し、俸禄や服飾などを太子と対等の待遇にした。
釐公33年（前698年）12月丁巳、釐公が薨去し、太子の諸児（しょげい）が立って斉君（襄公）となった。

## 家族・親族

### 兄弟姉妹
兄弟
- 得臣 - 荘姜の兄。『春秋左氏伝』隠公三年条に「東宮得臣」と記される[3]。「東宮」について、杜預は「太子」とするが諸説ある。
- 夷仲年 - 釐公の同母弟。公孫無知の父。

姉妹
- 荘姜 - 異母姉妹。東宮得臣の妹で、衛の荘公の第一夫人となった[3]。美貌であったが子はなく、第三夫人である陳の公女が生んだ公子完（のちの桓公）を子として育てた[3]。

### 子女
男子
- 諸児（襄公）
- 糾 - 管仲が仕えたことで知られる。
- 小白（桓公）

女子
- 文姜 - 魯の桓公夫人。
- 宣姜 - 衛の宣公夫人。釐公の娘か？

## 史料
- ウィキソースに以下の原文があります。
  - 『史記』　卷三十二 斉太公世家 第二
  - 史記（繁体字中国語）
  - 『春秋左氏伝』　隠公、桓公（隠公三年、六年～十一年、桓公二年、三年、十年、十三年に記載あり）